# Satélites Brasileños
La Agencia Espacial Brasileña, el INPE, empresas privadas y otros institutos de investigaciones responden por varios satélites en órbita, incluidos satélites de reconocimiento, observación terrestre, comunicaciones, defensa e investigación.
Satélites de telecomunicaciones privados series BrasilSat e Star One y las clases de micro y nanosatelites como el NanoSatC-Br1 están en las listas en aparte.

## Satélites científicos o observación
| Satélite    | País fabricante                         | Tipo                                                    | Fecha     | Situación                                 |
| SCD1        | Brasil                                  | Satélite de observación terrestre                       | 1993 -    | Activo                                    |
| SCD2        | Brasil                                  | Satélite de observación terrestre                       | 1998 -    | Activo                                    |
| SCD2A       | Brasil                                  | Satélite de observación terrestre                       | 1997      | Falla en el lanzamiento (VLS-1 V1)        |
| CBERS-1     | Brasil / China                          | Satélite de observación terrestre                       | 1999–2003 | Retirado                                  |
| CBERS-2     | Brasil / China                          | Satélite de observación terrestre                       | 2003–2007 | Retirado                                  |
| CBERS-2B    | Brasil / China                          | Satélite de observación terrestre                       | 2007–2010 | Retirado                                  |
| CBERS-3     | Brasil / China                          | Satélite de observación terrestre                       | 2013      | Falla en el lanzamiento (Larga Marcha 4B) |
| CBERS-4     | Brasil / China                          | Satélite de observación terrestre                       | 2014–     | Activo                                    |
| SGDC-1      | Brasil / Francia / Italia               | Satélite de comunicaciones                              | 2017–     | Activo                                    |
| CBERS-4A    | Brasil / China                          | Satélite de observación terrestre                       | 2019      | Activo                                    |
| Amazônia-1  | Brasil                                  | Detección remota                                        | 2021–     | Activo                                    |
| Carcará I   | Finlandia                               | Satélite de observación terrestre/SAR                   | 2022      | Activo                                    |
| Carcará II  | Finlandia                               | Satélite de observación terrestre/SAR                   | 2022      | Activo                                    |
| VCUB-1      | Brasil                                  | Satélite de observación terrestre                       | 2023      | Activo                                    |
| Amazônia-1B | Brasil                                  | Detección remota                                        | 2025      | Planeado                                  |
| CBERS-6     | Brasil / China                          | SAR                                                     | 2028      | Planeado                                  |
| CBERS-5     | Brasil / China                          | Satélite de observación terrestre                       | 2030      | Planeado                                  |
| Carponis-1  | Brasil                                  | Satélite de observación terrestre                       | 202x      | Planeado                                  |
| SGDC-2      | Brasil                                  | Satélite de comunicaciones                              | 202X      | Planeado                                  |
| SABIA-Mar 1 | Brasil / Argentina                      | Plataforma Multimisión                                  | 202X      | Planeado                                  |
| Amazônia-2  | Brasil                                  | Detección remota                                        | 202x      | Planeado                                  |
| GEOMET-1    | Brasil                                  | Observación terrestre                                   | 202x      | Planeado                                  |
| LATTES-1    | Brasil / China / Estados Unidos / Japón | Clima espacial (EQUARS) y telescopio de rayos x (MIRAX) | 202x      | Planeado                                  |
| SABIA-Mar 2 | Brasil / Argentina                      | Plataforma Multimisión                                  | 202x      | Planeado                                  |
| Garatea-L   | Brasil                                  | Satélite lunar en el Programa Artemisa                  | 20xx      | Planeado                                  |
| SelenITA    | Brasil / Estados Unidos                 | Satélite lunar en el Programa Artemisa                  | 20xx      | Planeado                                  |
| Galileo     | Brasil                                  | Telescopio Espacial Solar                               | 20xx      | Planeado                                  |

## BrasilSat
| Satélite     | Vehículo de lançamento | Fecha | Estado         |
| ------------ | ---------------------- | ----- | -------------- |
| BrasilSat A1 | Ariane 3               | 1985  | Retirado, 2002 |
| BrasilSat A2 | Ariane 3               | 1986  | Retirado, 2004 |
| BrasilSat B1 | Ariane 4               | 1994  | Retirado, 2010 |
| BrasilSat B2 | Ariane 4               | 1995  | Retirado, 2018 |
| BrasilSat B3 | Ariane 4               | 1998  | Retirado, 2018 |
| BrasilSat B4 | Ariane 4               | 2000  | Activo         |

En 1998, la empresa Embratel fue privatizada y su área satelital se transformó en una subsidiaria llamada Star One y el nombre Brasilsat debería desaparecer y solo el término Star One entraría en su lugar.

## Star One
| Satélite     | Fecha lanzamiento | Vehículo | Estado |
| ------------ | ----------------- | -------- | ------ |
| Star One C12 | 2005              | Proton-M | Activo |
| Star One C1  | 2007              | Ariane 5 | Activo |
| Star One C2  | 2008              | Ariane 5 | Activo |
| Star One C3  | 2012              | Ariane 5 | Activo |
| Star One C4  | 2015              | Ariane 5 | Activo |
| Star One D1  | 2016              | Ariane 5 | Activo |
| Star One D2  | 2021              | Ariane 5 | Activo |

## Micro y nanosatelites
| Satélite      | Fecha lanzamiento | Vehículo        | Observaciones                                                       |
| ------------- | ----------------- | --------------- | ------------------------------------------------------------------- |
| SACI-1        | 1999              | Larga Marcha 4B | Plataforma multimisión, falla en el lanzamiento                     |
| SACI-2        | 1999              | VLS-1 V2        | Plataforma multimisión, falla en el lanzamiento                     |
| NanoSatC-Br 1 | 2014              | DNEPR           | Monitoreo de magnetosfera, medición de campo magnético sobre Brasil |
| NanoSatC-Br 2 | 2021              | Soyuz 2         | Estudio de la región de anomalías magnéticas de América del Sur     |
| AESP 14       | 2021              | EEI             | Cubesat                                                             |
| PION BR1      | 2022              | SpaceX          | PION Labs                                                           |
| Alfa Cruz     | 2022              | Falcon 9        | UNB/AEB                                                             |
| SPORT         | 2022              | SpaceX          | ITA/NASA/INPE - clima espacial                                      |
| VCUB-1        | 2023              | SpaceX          | Observación terrestre                                               |
| NanoMirax     | 202x              |                 | INPE - localizador de explosiones cósmicas                          |
| GOLDS-UFSC    | 202x              |                 | UFSC/INPE recolección de datos ambientales                          |
| ITASAT2       | 202x              |                 | ITA/AEB - clima espacial                                            |
| NanoSatC-Br 3 | 20xx              |                 |                                                                     |

## Proyectos actuales y futuros
En junio de 2023, la Agencia Espacial Brasileña realizó, en reunión de ProSAME - Procedimiento de Selección y Adopción de Misiones Espaciales, la tarjeta de admisión de las misiones a realizarse en los próximos años: CBERS 06, BiomeSat, NanoMIRAX 2, Constelación Catarina - Flota A, EQUARS. 
En esta reunión también fueron calificadas las misiones SelenITA y Garatéa-L (satélites lunares vinculados a la participación en el Programa Artemis), MapSAR, AQUAE/Satélite Amazônia 1B e ITASAT.
El Proyecto del Telescopio Espacial Solar Galileo (GSST) se está desarrollando con el objetivo de medir el campo magnético del Sol y monitorear la actividad solar que afecta al planeta Tierra, así como el clima espacial y terrestre.